# Lagoa Real
Lagoa Real is een gemeente in de Braziliaanse deelstaat Bahia. De gemeente telt 14.510 inwoners (schatting 2009).

## Aangrenzende gemeenten
De gemeente grenst aan Caetité, Ibiassucê, Livramento de Nossa Senhora en Rio do Antônio.